# الکساندر چوریلوف
الکساندر چوریلوف (اوکراینی: Олександр Володимирович Чурілов؛ زادهٔ ۶ ژوئن ۱۹۸۴) بازیکن فوتبال اهل اوکراین است.
از باشگاه‌هایی که در آن بازی کرده‌است می‌توان به باشگاه فوتبال زوریا لوهانسک، باشگاه فوتبال اوورلا اوژهورود، باشگاه فوتبال ماریوپول، و باشگاه فوتبال داچیا کیشیناو اشاره کرد.